# Cathédrale de Svétitskhovéli
La cathédrale de Svétitskhovéli ou Svétitskhovéli (géorgien : სვეტიცხოვლის საკათედრო ტაძარი ou სვეტიცხოველი, « Pilier Vivant ») est un monument du XIe siècle de l'architecture géorgienne. Avec ses 54 m de haut, cette église, construite sur un plan cruciforme à trois nefs et surmontée d'une haute coupole, compte parmi les plus grandes cathédrales historiques de Géorgie, aux côtés de celles de Bagrati, Oshki et Alaverdi. Elle se situe à Mtskheta, une des plus vieilles villes de Géorgie (à 20 km de Tbilissi) et antique capitale du royaume d'Ibérie.

## Histoire
Svétitskhovéli, est le plus grand bâtiment ecclésiastique historique géorgien parvenu jusqu’à nos jours. Pendant des siècles, la cathédrale demeura le centre religieux de la Géorgie chrétienne. Elle resta l’église la plus vaste de Géorgie jusqu’à l’édification de la cathédrale de la Trinité de Tbilissi (წმინდა სამების საკათედრო ტაძარი, cminda samebis sakat'edro tajari) dans les années 2000. Elle occupe un emplacement stratégique au confluent du Mtkvari et de l’Aragvi.

### L'édification de la première église et la légende dont elle tire son nom
Une très ancienne légende rapporte qu’un Juif du nom d’Élias, qui vivait à Mtskhéta au Ier siècle, ayant assisté à la Crucifixion, racheta à un soldat romain la tunique du Christ et la rapporta en Géorgie. Quand sa sœur Sidonie saisit la tunique sacrée, elle fut submergée d'une telle émotion qu’elle en mourut. Mais il fut impossible de lui faire lâcher prise et elle fut donc enterrée avec la tunique. Un cèdre du Liban poussa sur sa tombe.
C’est au IVe siècle, peu après sa conversion au christianisme survenue en 337 apr. J.-C., que le roi Mirvan III, ou Mirian III, fit ériger la première église de Géorgie sur l'emplacement présumé de la tombe de sainte Sidonie. Le choix de cet emplacement lui fut inspiré par sainte Nino, qui avait joué un grand rôle dans la conversion du roi et de la reine Nana. Cette église primitive était en bois.
Il existe deux versions principales de la légende relative à ce qu'il advint ensuite du cèdre qui avait poussé sur la tombe de sainte Sidonie. Selon la première, les bâtisseurs voulurent abattre le cèdre afin d’utiliser son bois pour la construction de l’église, mais il restait toujours debout. Devant ce prodige, sainte Nino se mit en prière, l'arbre se plaça alors tout seul, reprit vie, fleurit et se mit à produire une huile miraculeuse qui guérissait tous les maux ou presque. Selon la seconde version, les bâtisseurs utilisèrent le cèdre pour confectionner sept piliers. Ils mirent en place sans difficulté les six premiers, mais quand ils voulurent utiliser le septième, celui-ci s’envola, et seule sainte Nino parvint, après une nuit de prière, à le ramener sur terre où il reprit vie et se mit à produire un liquide miraculeux. C'est en souvenir de ce miracle que l’église fut appelée Svétitskhovéli, c'est-à-dire Pilier vivant ou mieux, Pilier qui donne la vie. Sur l’un des piliers de la cathédrale, on peut voir une icône, très souvent reproduite à travers toute la Géorgie, qui représente ce miracle.

### La deuxième église, datant duVesiècle
C'est le roi Vakhtang Gorgasali qui, au Ve siècle, peu de temps après l’obtention de l’autocéphalie par l’Église géorgienne, fit remplacer la première église en bois par une basilique en pierre à trois nefs, dont des fouilles réalisées entre 1968 et 1972 ont permis de mettre au jour les fondations.
Cette deuxième église fut très fortement endommagée pendant la période de domination arabe sur la Géorgie puis partiellement relevée. Au début du XIe siècle, son remplacement par un nouvel édifice s’imposait.

### La cathédrale actuelle
La construction d’une troisième église fut donc décidée par le catholicos-patriarche Melkhisedek Ier (it) (მელქისედეკი), qui prit pour architecte Arsoukisdzé (არსუკისძე). La construction s'étendit de 1010 à 1029. C'est cette troisième église, à plan cruciforme et coupole, que l'on peut voir aujourd’hui. Elle fut bâtie en pierre jaune sablonneuse.

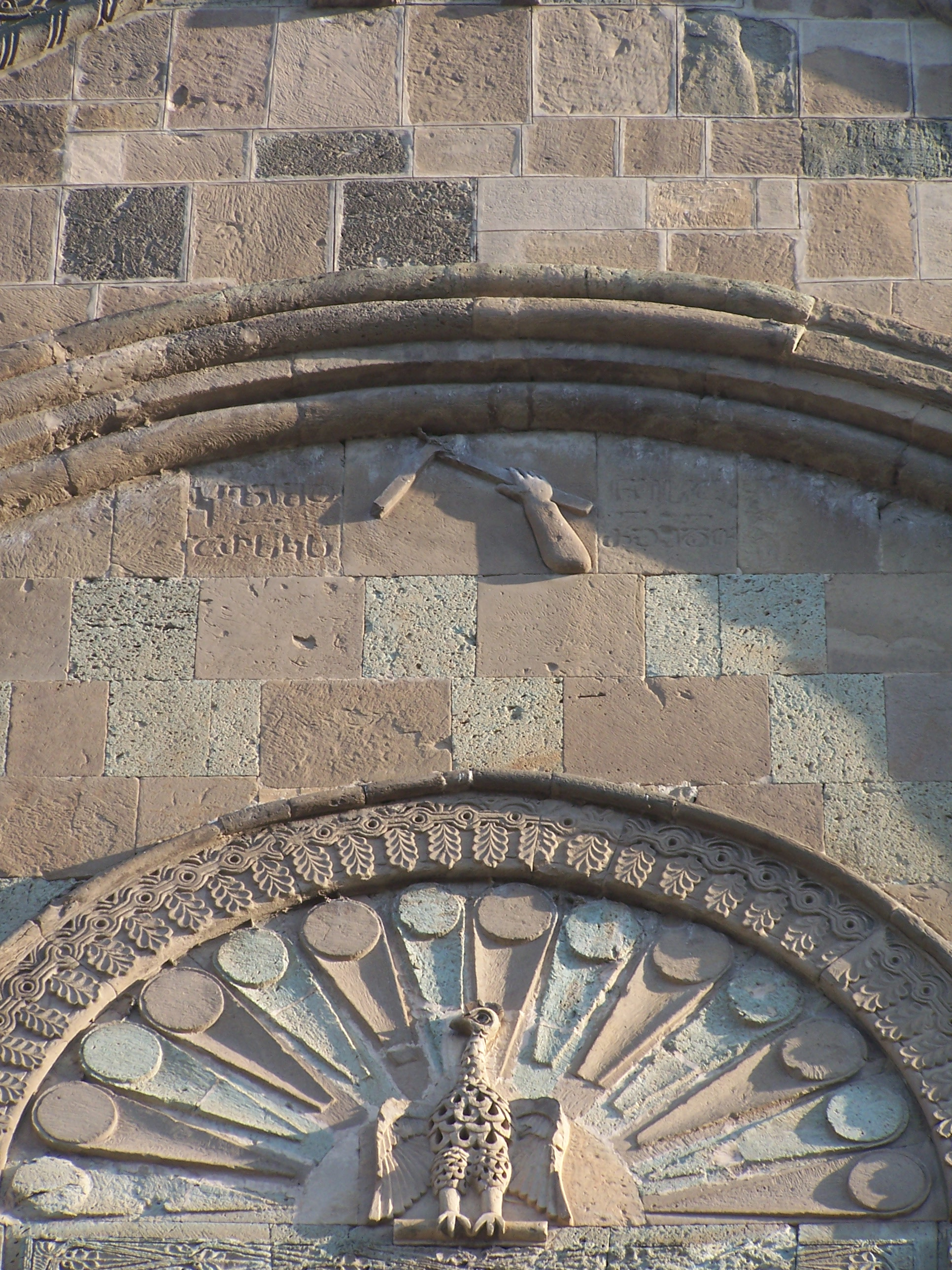
La main de l'architecte Arsoukisdzé, bas-relief.

Selon la tradition, l’architecte qui réalisa ce chef-d’œuvre connut un destin tragique. Un courtisan, qui avait été le maître de Melkhisedek, fut tellement jaloux du succès de son élève qu’il lui fit couper la main droite. Cet évènement est commémoré sur un bas-relief ornant la façade nord-ouest de la cathédrale, qui représente une main tenant un burin (l’emblème des tailleurs de pierre) avec cette inscription: « La main d’Arsoukisdzé, serviteur de Dieu, que le pardon lui soit accordé. » Cet épisode probablement légendaire a inspiré une nouvelle au poète Constantin Gamsakhourdia (en), La main du grand Maître.

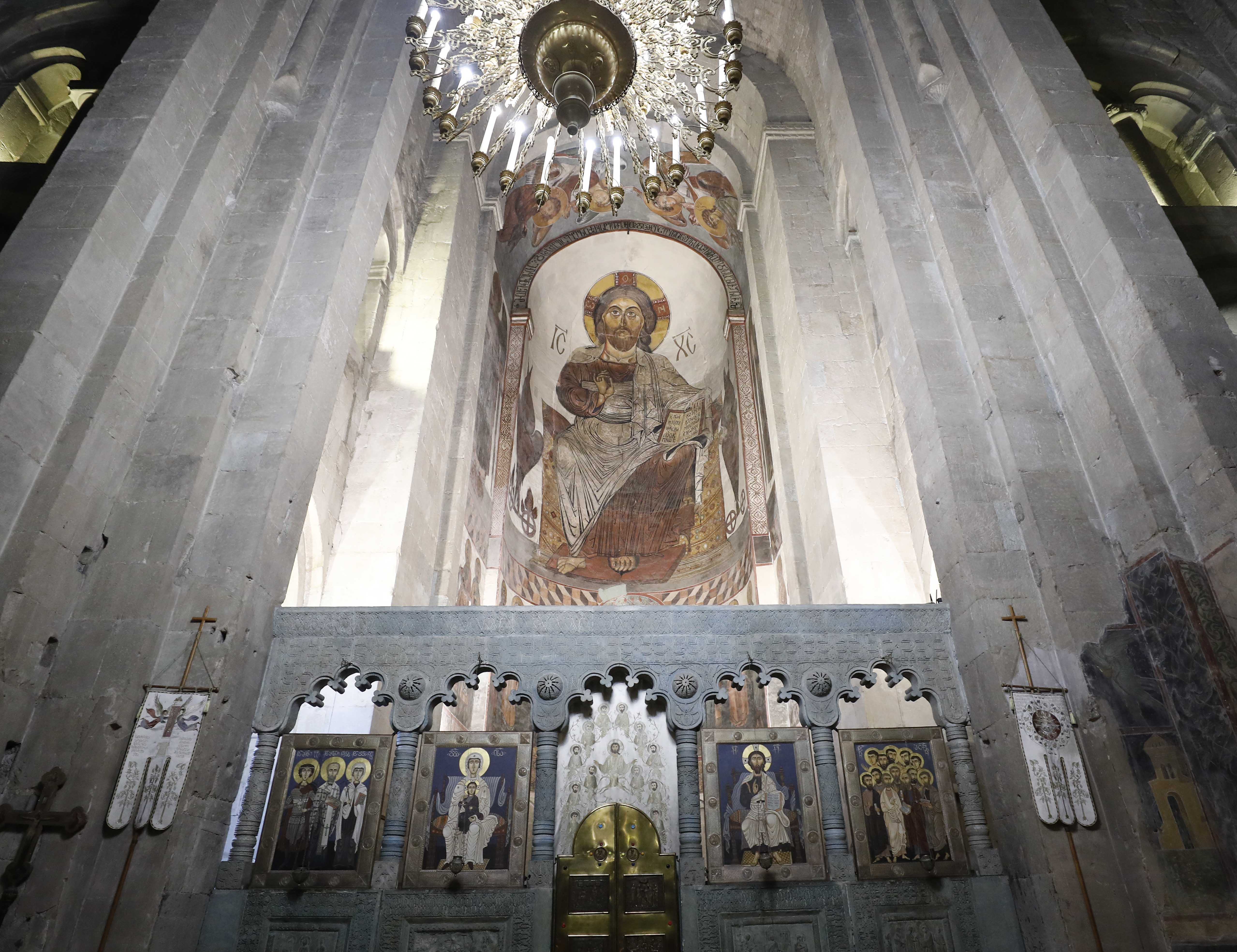
L'iconostase avec la peinture du Christ au dessus de l'autel.

La cathédrale de Svétitskhovéli a été maintes fois endommagée, puis restaurée, au cours des siècles. Elle eut à souffrir du tremblement de terre de 1283 et des invasions mongoles au temps de Tamerlan, dont les guerriers abattirent les piliers et la coupole. Les rois de Géorgie recommencèrent inlassablement les travaux de restauration, sans altérer les délicates proportions de l’édifice. Au début du XIVe siècle, le roi Georges V le Brillant fit restaurer la coupole. Une autre restauration d'importance intervint au début du XVe siècle, sous le règne d’Alexandre Ier (dit le Grand), dernier roi de la Géorgie unifiée. La coupole actuelle, réalisée en pierre verte, date du XVIIe siècle, les fortifications en pierre et brique qui l’entourent ont été élevées sous le règne d’Irakli II. Au XIXe siècle, les autorités religieuses russes firent démolir les portiques nord et sud. Puis, à la demande de l’exarque, représentant du patriarcat de Moscou, tous les murs intérieurs furent blanchis à la chaux, afin de cacher les fresques endommagées. Ce revêtement de chaux ne fut retiré que dans les années 1960, ce qui entraîna de nouvelles dégradations. C’est pourquoi il ne reste plus aujourd’hui que des fragments des fresques du XVIIe siècle.

## Architecture extérieure

### Façades
Elles sont toutes réalisées en pierres polychromes, qui contribuent à la beauté de l'édifice.

#### Façade Nord
La façade nord est la moins richement ornée des quatre. Son système décoratif repose sur un ensemble d'arches, la plus élevée étant située au centre, ce qui accentue encore l'impression de hauteur de l'édifice.
Sa partie supérieure est ornée d'une croix, flanquée à sa droite d'une représentation du Christ et à sa gauche d'une inscription gravée dans la pierre : იესო ქრისტე, ადიდე მელქისედეკ (ieso kriste, adide Melk'isedek), ce qui veut dire « Jésus-Christ, glorifie Melkhisedek Ier (it) ». Ce type de décoration, caractéristique de l'architecture religieuse géorgienne, se retrouve dans d'autres églises à travers le pays.
En dessous de l'arche centrale, une petite fenêtre est encadrée par une sculpture évoquant une tresse de cheveux. Il s'agit là encore d'une ornementation typiquement géorgienne, que les spécialistes nomment d'ailleurs « tresses géorgiennes ».
Au pied de cette façade nord, on remarque les ruines d'anciennes fondations. C'étaient celles d'un lieu de repos et de prière, probablement ouvert sur l'extérieur, qui fut démoli dans la première moitié du XIXe siècle à la demande des autorités ecclésiastiques russes. Il s'agissait pourtant d'un élément architectural original et typique de Svétitskhovéli. Sa destruction a fait perdre à la façade nord son aspect originel.

#### Façade ouest

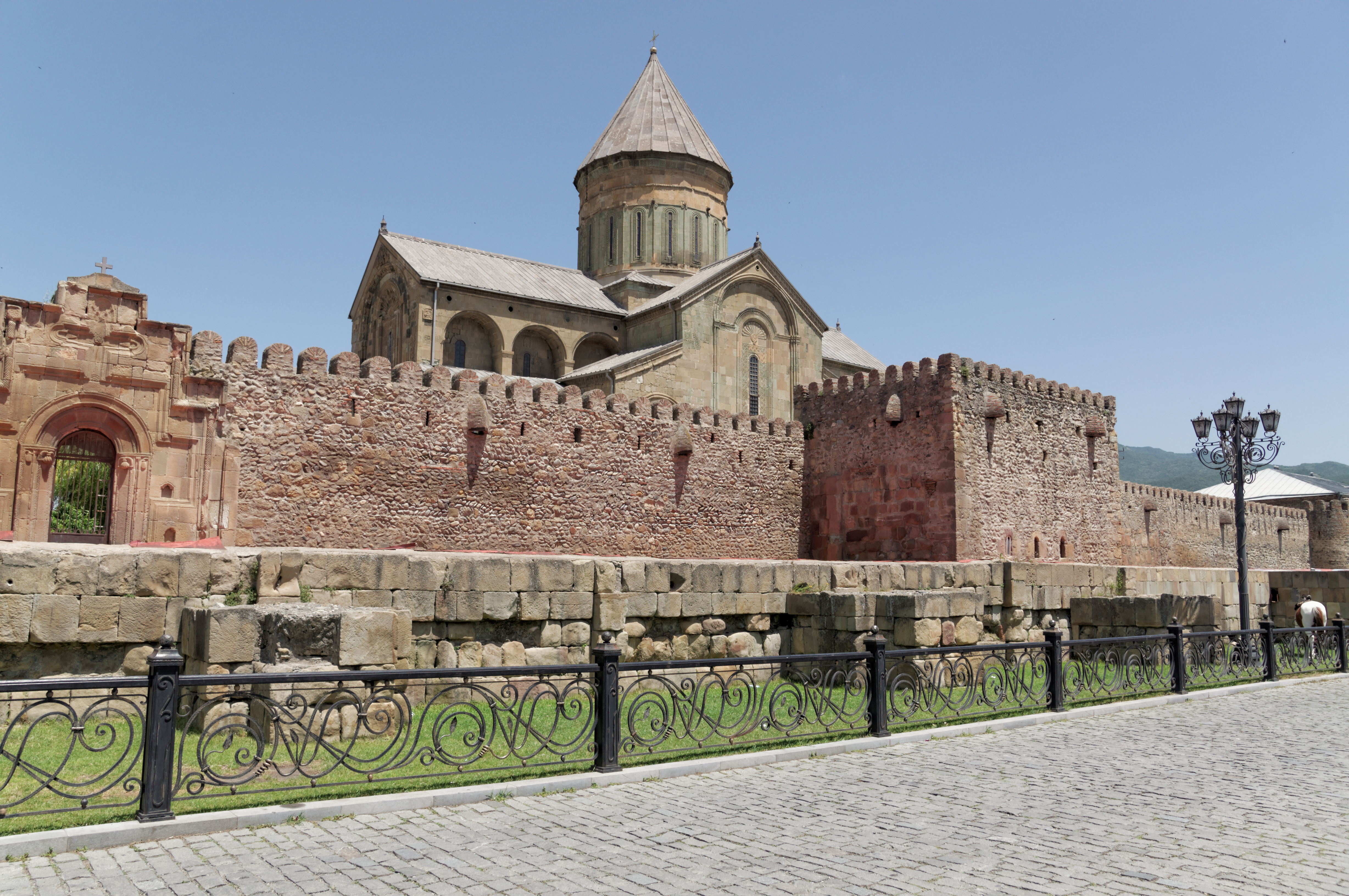
Vue sud-ouest de la cathédrale avec la muraille.

C'est probablement la mieux conservée, elle est presque demeurée dans son état primitif.
L'étage supérieur est couronné par un arc reposant sur des piliers en bas-relief. Au sommet se trouve une représentation du Christ, flanqué de deux anges qui semblent voler. Le Christ bénit de la main droite, tandis que sa main gauche tient un évangile. L'un des anges qui l'entourent tient une cruche, l'autre un pain. Il s'agit d'une allégorie du sacrement de communion, le vase symbolisant le vin - sang du Christ - et le pain l'hostie - corps du Christ selon la foi chrétienne. De part et d'autre des piliers qui supportent l'arc sommital, les pieds de vigne, bien que stylisés, sont représentés avec un grand souci du détail. Les artistes qui ont contribué à la décoration de cette cathédrale perpétuaient ainsi une tradition géorgienne remontant à la plus haute antiquité, la vigne, inséparable de la culture géorgienne, ornant déjà très souvent les temples païens.
La grande croix de pierre rose qui se trouve en partie basse de cette façade, à droite du porche d'entrée, en relief et richement ornée, date du XIe siècle.

#### Façade Est

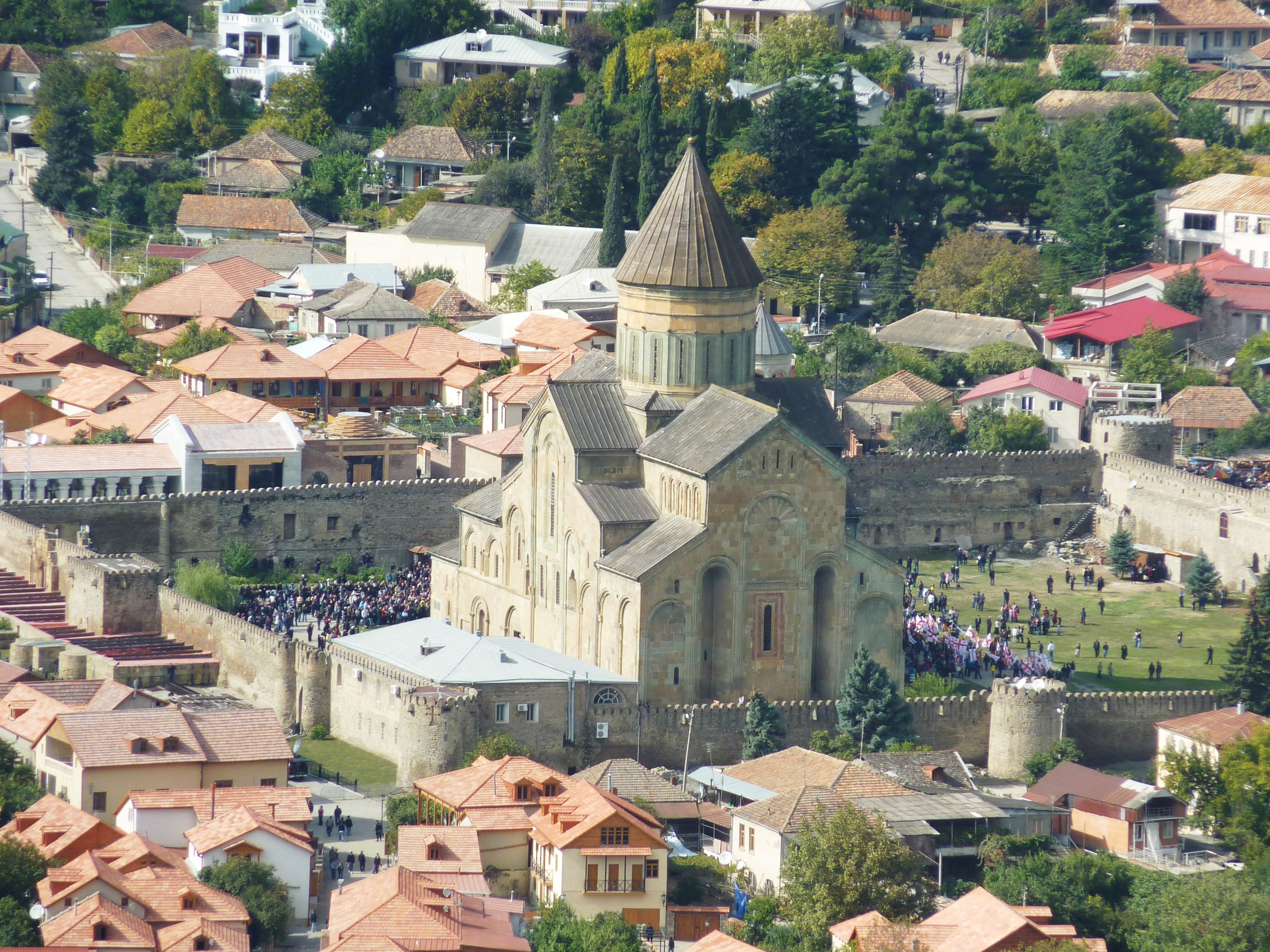
La cathédrale de Svétitshovéli vue du monastère de Djvari.

La façade est de Svétitskhovéli est plus symétrique que les autres. Elle s'intègre cependant harmonieusement dans un ensemble pourtant plutôt asymétrique, comme c'est le plus fréquent dans l'architecture géorgienne.
Cette façade a reçu un riche décor polychrome. Les niches triangulaires qui y sont insérées remplissent des fonctions à la fois esthétiques, architecturales, en allégeant le poids de la paroi, et antisismiques: en cas de tremblement de terre, les contraintes sont divisées et mieux réparties.
L'arc central, richement orné, est couronné par douze médaillons disposés en éventail, qui symbolisent les douze apôtres. L'inscription sculptée se rapporte à l'architecte de l'édifice : “ადიდენ ესე წმინდაჲ ეკლკსია, ხელითა გლახაკისა მონისა არსუკიძისაითა. ღმერთმან განუსვენე სულსა მისსა„ « Cette sainte église fut érigée de la main de l'humble serviteur Arsukidzé. Que Dieu accorde le repos à son âme ». On peut en déduire que lors de l'achèvement des travaux de décoration de l'édifice, en 1029, son architecte était déjà décédé, puisque l'on évoquait alors le repos de son âme.
La décoration des édifices religieux faisait souvent appel à des éléments symboliques. Les têtes de bœufs qui figurent sur cette façade datent du  Ve siècle. Le bœuf était depuis des temps immémoriaux un symbole de l'agriculture. Les autres figures en relief qui ornementent la partie supérieure de cette façade proviendraient d'une composition antérieure plus vaste et auraient été déplacées. Il s'agit de deux anges, un lion et un aigle, leur symbolisme est mal connu. En partie inférieure, les sculptures du XIe siècle représentent la Sainte famille et Saint-Jean-Baptiste. Une inscription placée en-dessous révèle que cette façade a été rénovée en 1674.

## Intérieur de la cathédrale

### Fresques et icônes

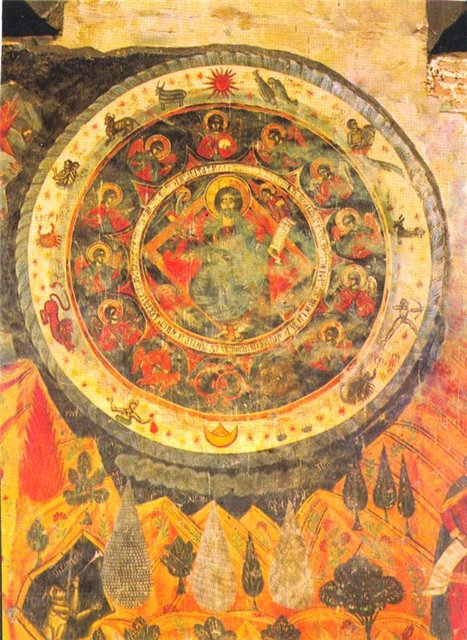
Signes du zodiaque autour du Christ pantocrator.
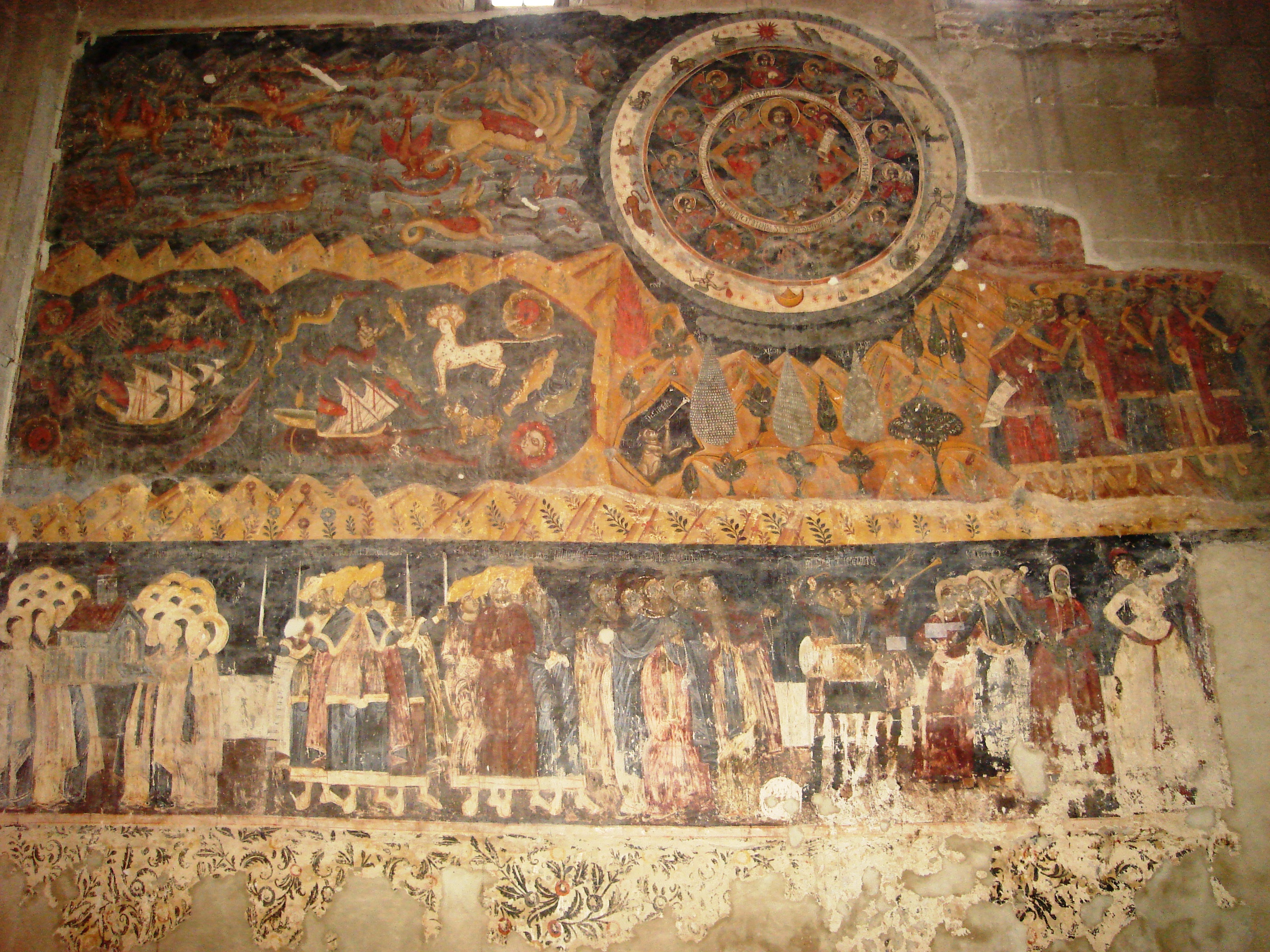
Vue d'ensemble.
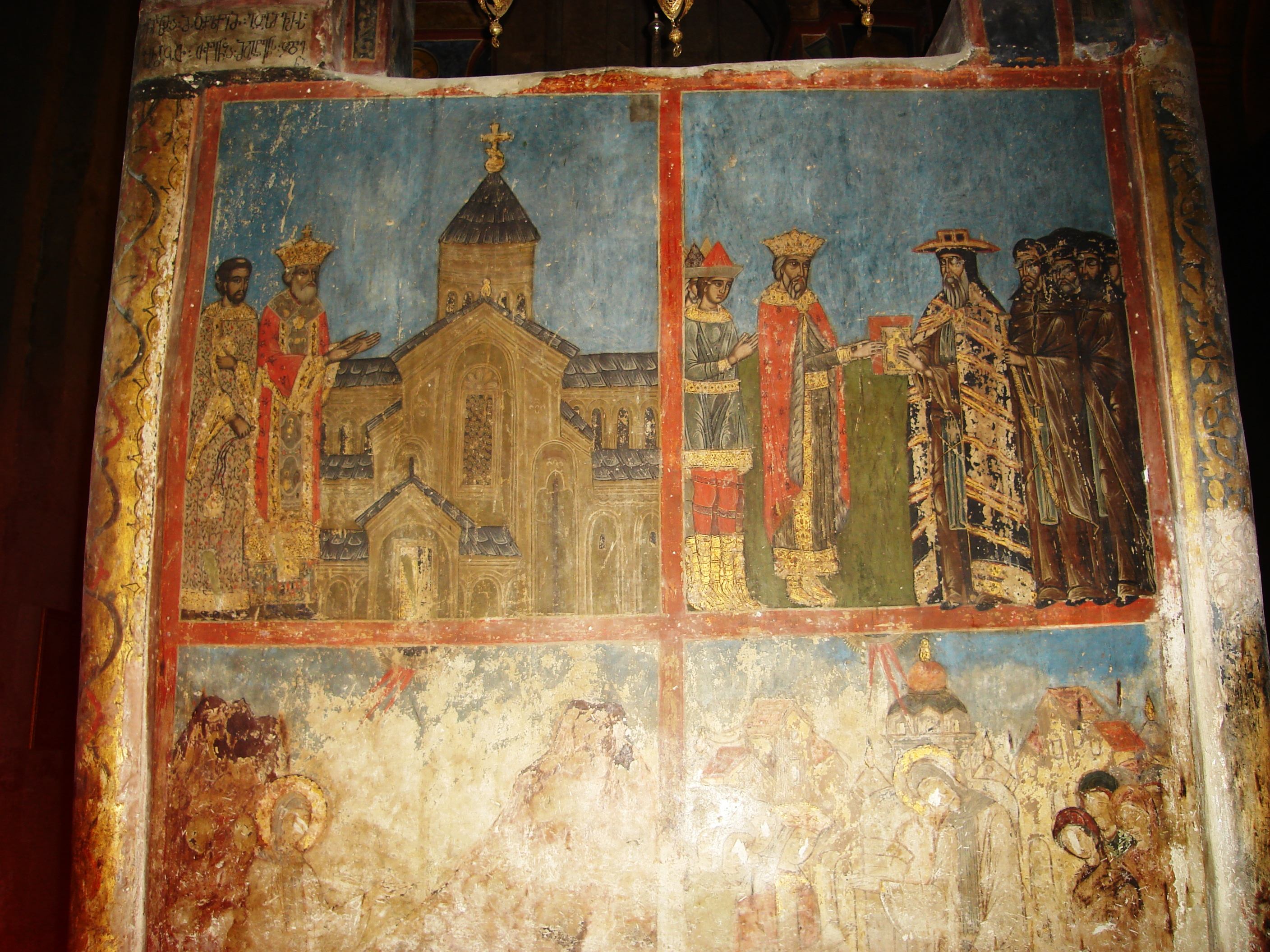
Le roi Mirian et le clergé.
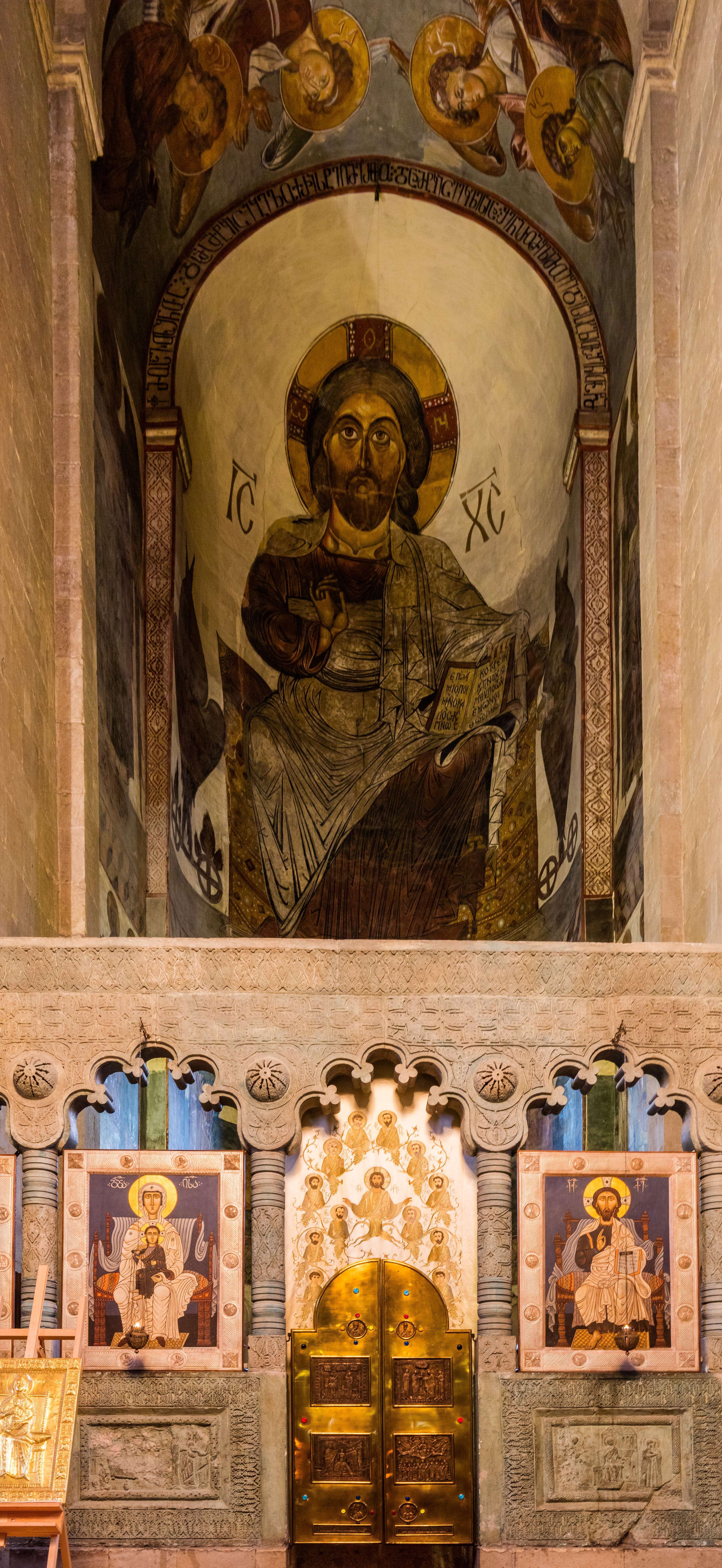
Icônes et mosaïque de l'abside.
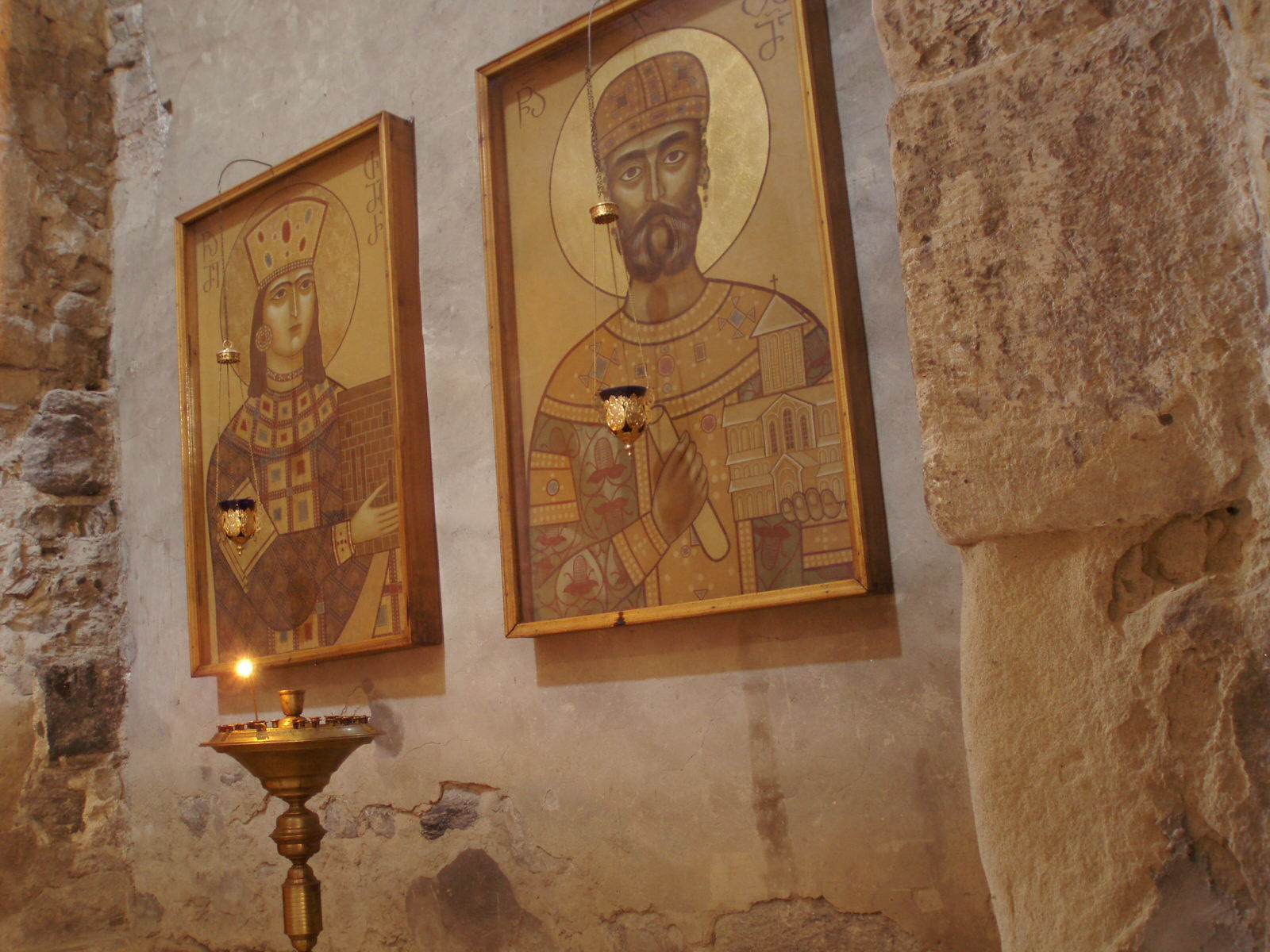
Icônes des rois et reines de Géorgie.

### Fonts baptismaux
À droite de l'entrée de la cathédrale se trouvent les fonts baptismaux datant du IVe siècle, en pierre. Ils dateraient de l'introduction du christianisme en Géorgie avec en particulier le baptême du roi Mirian III et de son épouse Nana.

### Tombeaux dans la cathédrale
Plusieurs rois et bagratides sont enterrés dans la cathédrale : Vakhtang Ier d'Ibérie, Irakli II, Georges XII...

## Autour de la cathédrale

### Palais de MelkhisedekIer

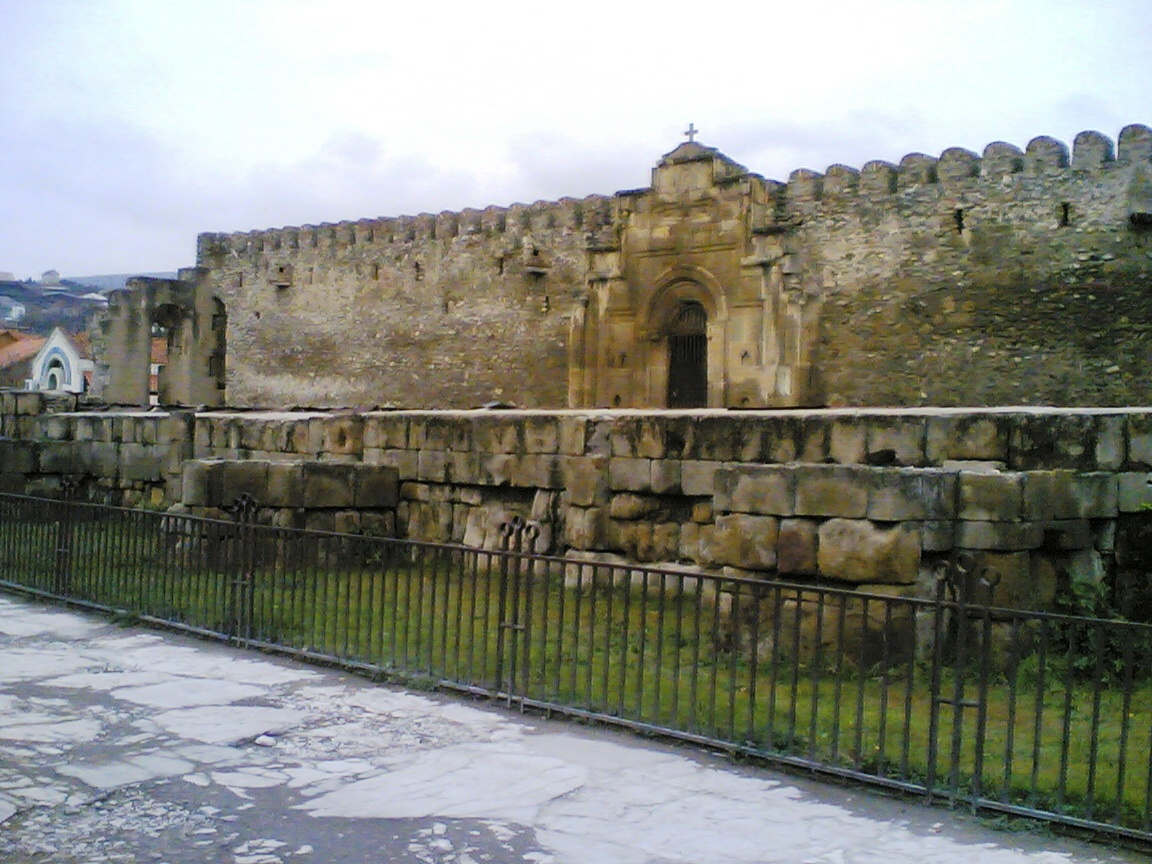
Vestiges du palais du catholicos Melkhisedek Ier.

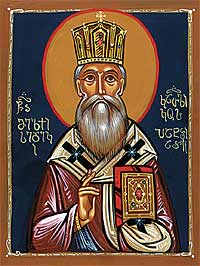
Melkhisedek Ier, catholicos-Patriarche de toute la Géorgie.

Le palais se situe dans la cour de la cathédrale, au sud de la muraille. Il date du XIe s. Dans les années 1963-1964, des fouilles archéologiques s'étendant sur 1 500 m2 ont mis au jour des ruines d'époques diverses, notamment quelques caves à vin. Les objets recueillis au cours des fouilles se trouvent au musée de Mtskheta. Sur les fondations du palais de Melkhisedek Ier. (38,5 m × 18,5 m), il y a un socle de deux niveaux et un mur en grès bien taillé (jusqu’à 0,8 m d’épaisseur). Une solution de chaux est utilisée comme liant. Sur les murs de la construction : sur les façades comme à l'intérieur, il y a des pilastres tous les 3,4-3,5 m. La porte du palais (3,5 m de largeur) est située au nord. On a découvert près de celle-ci un sol en pierre de taille. Le palais est en fait bâti sur une couche plus ancienne. Sous les fondations, à 60 cm de profondeur, on a trouvé un mur (en pierre et solution à base de boue) et des céramiques datant du IXe siècle.
Le palais a été plusieurs fois transformé. La première fois au XIVe siècle, le socle à deux niveaux a été retiré, mais des contreforts (de 1.5–2 m), espacés de 6 à 7 m, ont été rajoutés à l'extérieur des murs nord et sud. Le mur du sud a cinq contreforts. Certains masquent les anciens pilastres. Plus tard, un bâtiment fut ajouté à l'Est, et une cheminée au Sud. La troisième modification fut apportée au XVIIe siècle par le roi Rostom de Karthli, qui rénova en même temps le palais et la cathédrale de Svétitskhovéli. Mais par la suite, le palais fut entièrement détruit.

### Palais de Anton II
Le palais se situe dans la cour de la cathédrale, au sud-est de la muraille. Cette construction de deux étages est en pierre. Elle a été construite à la fin du XVIIIe siècle. Sur l'étage du dessus, il y a cinq chambres.

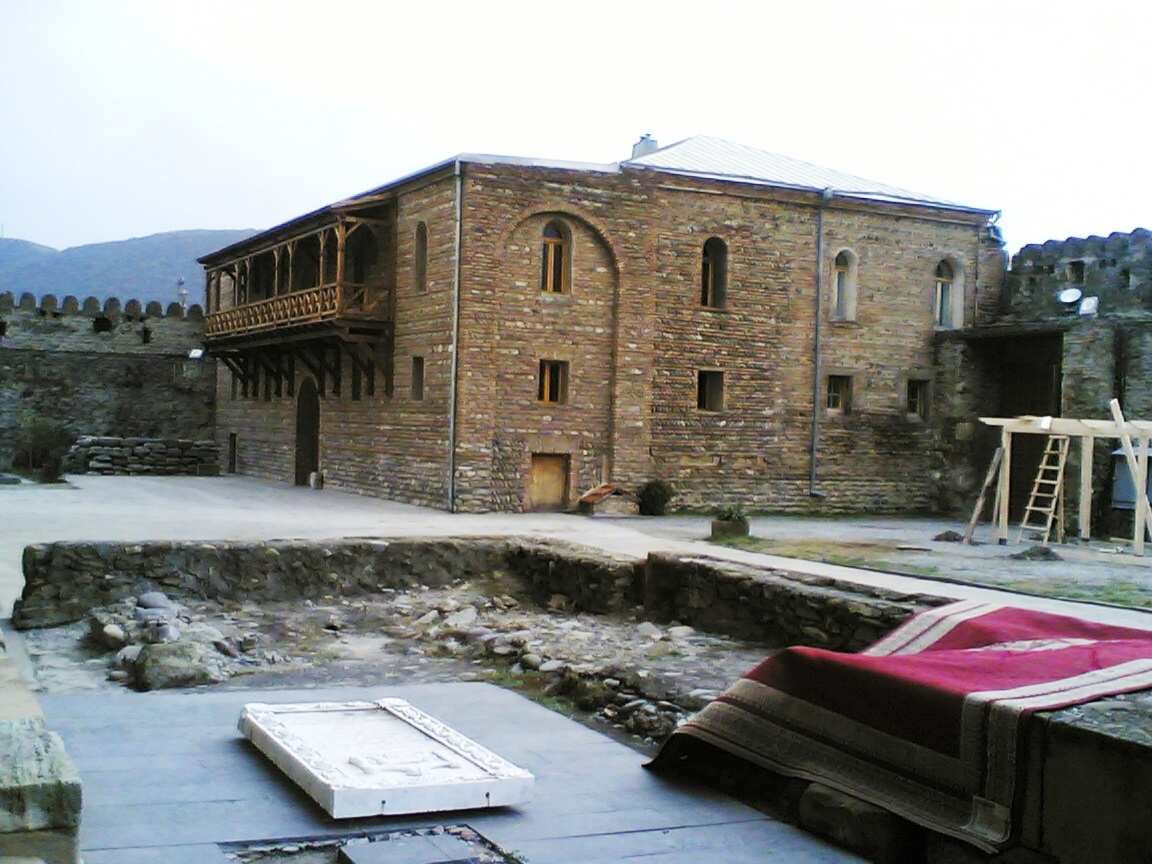
Palais d'Anton II catholicos.
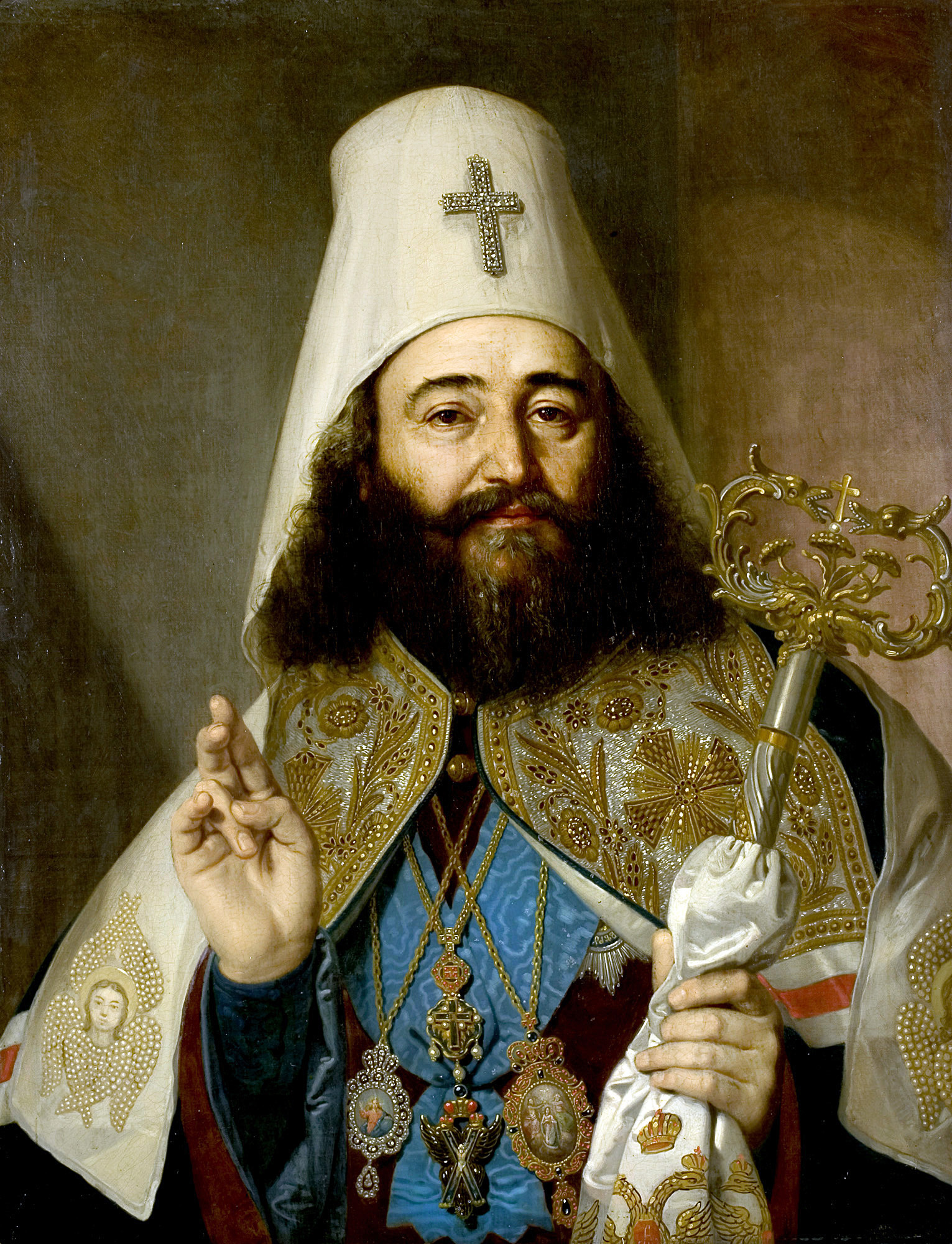
Anton II Catholicossat-Patriarcat de toute la Géorgie (1788 - 1811).